# Thomas Gädeke

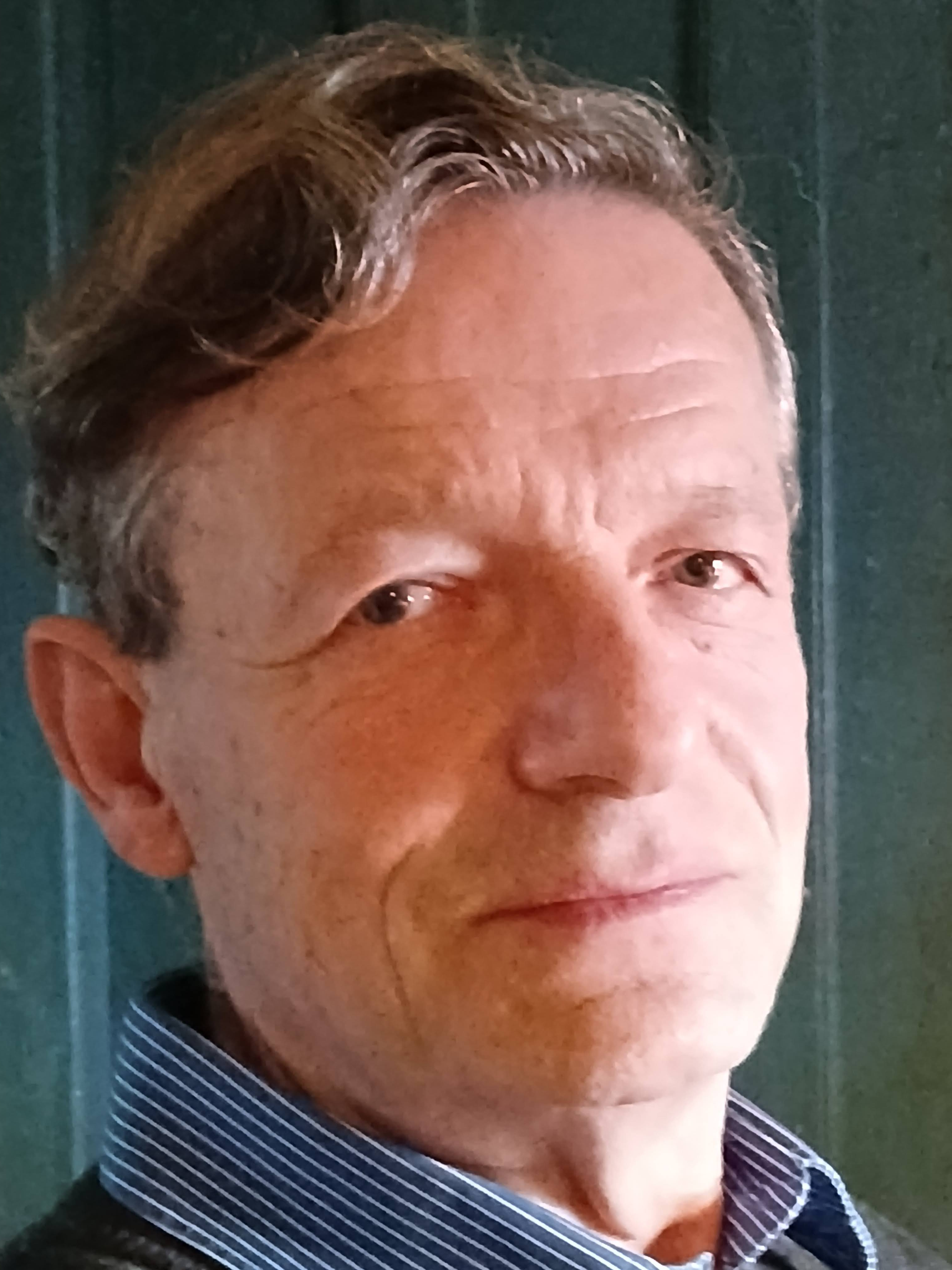
Thomas Gädeke (2024)

Thomas Gädeke (* 7. September 1953 in Braunschweig) ist ein deutscher Kunsthistoriker, hat Kunstgeschichte mit Philosophie, Geschichte und klassische Archäologie studiert und u. a. zu der Architektur des Nikolaus geforscht. Neben seinen Veröffentlichungen ist er an Publikationen der Bildenden Kunst und Architektur beteiligt und hat zahlreiche Artikel zu kunsthistorischen Fragen verfasst. Er ist Herausgeber von Werken zu Malerei, Grafik und angewandter Kunst.

## Leben
Nach seiner Dissertation war Gädeke in Schleswig-Holstein von 1987 bis 2019 Leiter des Kupferstichkabinetts am Landesmuseum für Kunst und Kulturgeschichte auf Schloss Gottorf in Schleswig. Er war von 2002 bis 2013 stellvertretender Direktor des Landesmuseums. In den Jahren 1992 bis 2015 war er Mitglied im Bauausschuss der Nordelbischen Evangelischen Kirche Kiel. Seit 2024 ist er beratendes Mitglied im Gestaltungsbeirat der Stadt Flensburg.

## Werke (Auswahl)

### Bücher
- Thomas Gädeke: Die Architektur des Nikolaus: seine Bauten in Königslutter u. Oberitalien. Olms, Hildesheim Zürich New York 1988, ISBN 978-3-487-09021-4.
- Thomas Gädeke, Bernd Seydel, Wolfgang Klähn (ed.): Wolfgang Klähn. Bongers, Recklinghausen 1990, ISBN 978-3-7647-0410-0.

### Herausgeberschaft
- Thomas Gädeke, Paul Wunderlich: Graphik und Multiples. Huber, Offenbach am Main 1987, ISBN 978-3-921785-48-5.
- Thomas Gädeke, Heinz Spielmann: HAP GRIESHABER, DIE JOSEFSLEGENDE. HARENBERG, DORTMUND 1987, ISBN 978-3-88379-513-3.
- Thomas Gädeke, Fritz J Raddatz, Heinz Spielmann, Karin Szekessy: Paul Wunderlich: Malerei, Zeichnung, Skulptur 1951-1987. Schleswig-Holsteinisches Landesmuseum, Schleswig 1987, ISBN 978-3-921785-46-1.
- Thomas Gädeke, Wolfgang Klähn, Karin Szekessy: Sylt - ein Inselleben: Aquarelle und Zeichnungen, Fotografien. Harenberg, Dortmund 1989, ISBN 978-3-88379-543-0.
- Martin Gosebruch, Wolfgang Klähn und die Krise der Moderne. Essays aus fünf Jahrzehnten mit einem Beitrag von Walter Otto, Herausgeber und mit einem Vorwort versehen von Thomas Gädeke (deutsch - englisch), Leipzig (Seemann) 2007, ISBN 978-3-86502-141-0
- Thomas Gädeke, Hans-Michael Koetzle, Steffi Wendel, Gustav Seitz, Eva Siao, Stiftung Schleswig-Holsteinische Landesmuseen Schloss Gottorf: Chinesische Reise: Menschenbilder von Gustav Seitz und Eva Siao aus den 1950er Jahren. 2011, ISBN 978-3-86832-069-5.
- Margret Schütte, Thomas Gädeke, Stiftung Schleswig-Holsteinische Landesmuseen Schloss Gottorf: Pop art: Europa/USA : from the Grosshaus collection. Walther König, Köln; London 2012, ISBN 978-3-86335-158-8 (englisch).
- Brigitta Borchert, Daria Dittmeyer, Klaus Fussmann, Thomas Gädeke, Frauke Gloyer, Jochen Missfeldt, Nikolaus Störtenbecker, Stiftung Schleswig-Holsteinische Landesmuseen Schloss Gottorf: Realismus in Norddeutschland: eine Zwischenbilanz. 2013, ISBN 978-3-422-07205-3.
- Kirsten Baumann, Thomas Gädeke: Ouvertüre Einblicke in die Sammlung Bönsch: Schloss Gottorf. 2016, ISBN 978-3-9815806-8-6.
- Thomas Gädeke, C. Sylvia Weber, Susanne Zargar-Swiridoff, Kirsten Fiege, C. Sylvia Weber, Akademie Würth Business School: Zwischen Pathos und Pastos Christopher Lehmpfuhl in der Sammlung Würth. 2019, ISBN 978-3-89929-389-0.
- Reinhard Liess, Streifzüge durch die klassische Kunstgeschichte mit einer Kritik an Picasso, drei Bände, herausgegeben und mit einem Nachwort versehen von Thomas Gädeke, Regensburg (Schnell & Steiner) 2021, ISBN 978-3-7954-3639-1

### Ausstellungskataloge
- Horst Janssen, Eiderland und Gegensätzliches, Pfänderspiel, Lirum Larum, Radierungen und Lithographien, Eine Wanderausstellung des Landesmuseumsdirektors, Schleswig 1986.
- Zwei Interpretationen eines alttestamentlichen Textes „Saul und David“ von Lovis Corinth und Oskar Kokoschka, in: Jüdische Künstler. Jüdische Themen. Werke verfolgter jüdischer Künstler und Arbeiten deutscher Künstler mit jüdischen Themen aus dem Besitz des Schleswig-Holsteinischen Landesmuseums, Rendsburg 1986, S. 11–19.
- Figuren Erfindung und Bild Organisation in der Malerei Paul Wunderlichs, in: Ausstellungskatalog Paul Wunderlich, Malerei. Zeichnung. Skulptur, Band 1 des Kataloges der Ausstellung zum 60. Geburtstag am 10. März 1987, Schleswig-Holsteinisches Landesmuseum, Kloster Cismar 1987, S. 13–17.
- Zu den Zeichnungen von Gustav Seitz, in: Ausst.Kat. Gustav Seitz, Zeichnungen. Zum Gedächtnis an den 80. Geburtstag des Künstlers am 11. September 1986, Schleswig Holsteinisches Landesmuseum 1987, S. 4–6.
- Lithographische Technik in der Kunst Paul Wunderlichs, in: Ausst.Kat. Paul Wunderlich. Graphik und Multiples 1948 1987, Band 2 des Kataloges der Ausstellung zum 60. Geburtstag am 10. März 1987, Schleswig-Holsteinisches Landesmuseum, Schleswig 1987, S. 16–21.

### Artikel
- Die Architektur der Klosterkirche in Königslutter, Martin Gosebruch und Hans Henning Grote (Hg.): Königslutter und Oberitalien. Kunst des 12. Jahrhunderts in Sachsen, Braunschweig 1980, 2. Auflage 1982, S. 42–55.
- HAP Grieshabers Entwürfe zur Josefslegende, in: Ausstellungskatalog Bilder zur Weltliteratur aus den Sammlungen des Schleswig Holsteinischen Landesmuseums, Schleswig 1986, S. 59–72 sowie Katalogeinträge ebd.
- Bilder zur Weltliteratur. Siegfried Lenz zum 60. Geburtstag, in: Die Kunst, Heft 6, Juni 1986, S. 420.
- Eiderland und Gegensätzliches. Horst Janssen Wanderausstellung des Landesmuseumsdirektors, in: Museen in Schleswig-Holstein, Heft 11, Winter 1986/87, S. 3.
- Einführung, Ausstellungskatalog Hartmut Mohr, Tafelbilder, Handzeichnungen, Elmshorn 1986, S. 7–11.
- Paul Wunderlich zum 60. Geburtstag, Maler Zeichner Bildhauer, in: Die Kunst, Heft 5, Mai 1987, S. 365 f.
- Gustav Seitz, Zeichnungen in: Museen in Schleswig-Holstein, Heft 13, Sommer 1987, S. 7.
- Wolfgang Klähn, Thomas Gädeke: Bilder zur Bibel - Wolfgang Klähn: Bibel, Wort und Bild, mein Dank. Tara Verl. pro paco, Braunschweig 1982.
- Jahrbuch des Schleswig Holsteinischen Landesmuseums Schloß Gottorf. Neue Folge, Band 1 – 12 1986 2010, herausgegeben von Heinz Spielmann, Herwig Guratzsch und Claus v. Carnap-Bornheim, Neumünster 1988 – 2011 (Bearbeitung der Erwerbungsberichte).
- Wolkenbogen ziehen krönend – Sylt in der Malerei der Gegenwart. In: Sylt – entdecken, erleben genießen Ellert & Richter Verlag, Hamburg 2015, ISBN 978-3-8319-0601-7, S. 88–105.